# Текстильщик (стадион, Иваново)
«Тексти́льщик» — спортивный стадион, расположенный на северо-западе города Иваново. Введён в эксплуатацию 1 мая 1933 года, изначально был рассчитан на 16000 зрителей. Первоначально назывался «Динамо», затем «Красное Знамя».
21 июня 2008 года торжественно открыт после реконструкции. В ходе реконструкции был радиофицирован, оборудован современными раздевалками, медицинским пунктом, помещением для судей и информационным табло.
Стадион оборудован искусственным полем (сертификат FIFA) с подогревом, присутствуют беговые дорожки. Освещение — 1200 люкс. Над западной трибуной возведён козырёк.
В 2011 году стадион был оборудован системой видеонаблюдения, которая помогает сохранять безопасность во время футбольных матчей.
Является домашним стадионом футбольного клуба «Текстильщик». Директором арены является Сергей Васильевич Тимофеев.

## Адрес
153025, г. Иваново, ул. Ермака, 49